# Lennart Viitala
Lennart Viitala (Nurmo, Finlandia, 8 de noviembre de 1921-24 de febrero de 1966) fue un deportista finlandés especialista en lucha libre olímpica donde llegó a ser campeón olímpico en Londres 1948.

## Carrera deportiva
En los Juegos Olímpicos de 1948 celebrados en Londres ganó la medalla de oro en lucha libre olímpica estilo peso mosca, por delante del turco Halit Balamir (plata) y del sueco Thure Johansson (bronce).